# Municipio de Dyberry
El municipio de Dyberry (en inglés: Dyberry Township) es un municipio ubicado en el condado de Wayne en el estado estadounidense de Pensilvania. En el año 2000 tenía una población de 1,353 habitantes y una densidad poblacional de 23 personas por km².

## Geografía
El municipio de Dyberry se encuentra ubicado en las coordenadas 41°36′00″N 75°14′53″O / 41.60000, -75.24806.

## Demografía
Según la Oficina del Censo en 2000 los ingresos medios por hogar en la localidad eran de $36,042 y los ingresos medios por familia eran $43,750. Los hombres tenían unos ingresos medios de $26,736 frente a los $19,762 para las mujeres. La renta per cápita para la localidad era de $17,847. Alrededor del 7,7% de la población estaban por debajo del umbral de pobreza.